# Jour de la proclamation de l'indépendance
Le Jour de la proclamation de l'indépendance ((pt) Dia da Proclamação da Independência) est une fête nationale et jour férié commémoré au Timor oriental. La journée célèbre la déclaration unilatérale de l'indépendance de la première république démocratique du Timor oriental et est observée annuellement les 28 novembre. L'évènement est défini comme jour férié national par la loi N° 10/2005 du 10 août par le Parlement national.

## Historique
Une année après la révolution des Œillets, le Portugal accorde l'indépendance à ses colonies d'outre-mer dont le Timor portugais. Dans un contexte de déstabilisation, de propagande et de pression militaire exercées par l'Indonésie, le FRETILIN décide de proclamer une déclaration unilatérale d'indépendance de la république démocratique du Timor oriental avec Francisco Xavier do Amaral comme président et Nicolau dos Reis Lobato comme premier ministre.

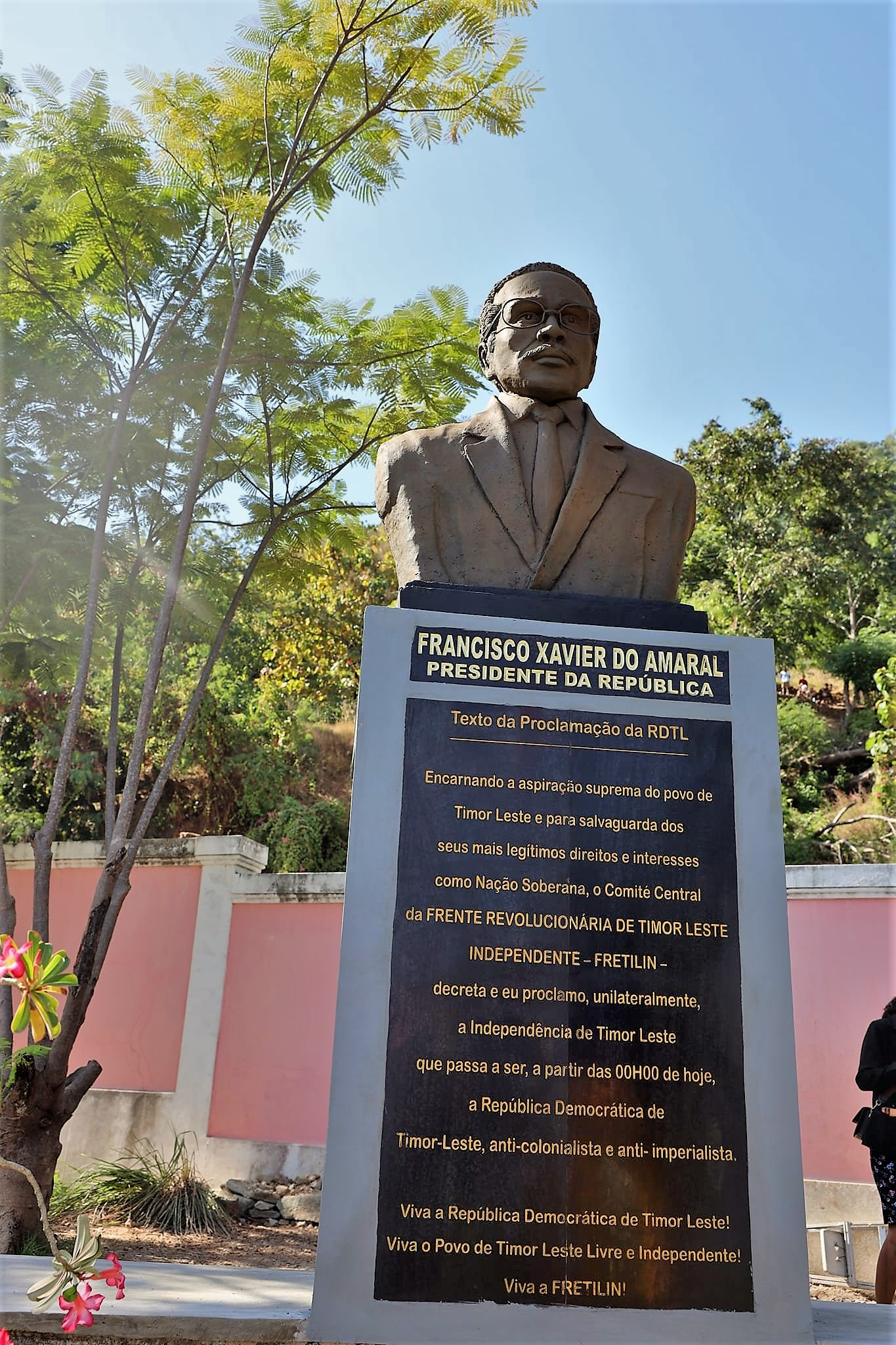
Monument honorant Xavier do Amaral avec une plaque sur laquelle est inscrit le texte de la déclaration unilatérale d'indépendance du Timor oriental.

Quelques jours après la proclamation, l'UDT et trois autres partis politiques mineurs annonce la Déclaration Balibo qui est un appel au gouvernement indonésien pour un rattachement du Timor. Néanmoins, bien que la déclaration soit nommée selon le nom d'une ville timoraise, des témoins déclarent que celle-ci aurait été rédigée à Jakarta et signée dans un hôtel de Bali sous coercition (rapport Chega! de la Commission pour l’Accueil, la Vérité la Réconciliation (CAVR) publié en 2005).
Avec la proclamation, débute un climat de guerre civile au Timor oriental et conduisent plusieurs Timorais à la résistance et la création de FRETILIN. Le combat entre le FRETILIN et sa militaire[Qui ?] débute avec la création du FALINTIL,.
Neuf jours plus tard le 7 décembre 1975, l'Invasion indonésienne du Timor oriental débute sous le prétexte de défendre les citoyens d'origines indonésiennes. L'attaque permet à l'Indonésie une occupation de 24 années et la création de la province du Timor oriental,,

### Déclaration unilatéral d'indépendance
Sous la direction du FRETILIN, le parti présente un texte de proclamation maintenant présent sur un monument construit afin de commémorer l'établissement du cabinet du Timor oriental de 1975 (en).
Le texte de la proclamation est :

« Incarnant l'aspiration suprême du peuple du Timor oriental et la sauvegarde de la
leurs droits et intérêts les plus légitimes
en tant que nation souveraine, le Comité central
du FRONT RÉVOLUTIONNAIRE DU TIMOR ORIENTAL
INDÉPENDANT – FRETILIN –
décrète et je proclame, unilatéralement,
l'indépendance du Timor oriental
qui sera, à partir de minuit aujourd'hui,
la République Démocratique de
Timor-Leste, anticolonialiste et anti-impérialiste.
Vive la République démocratique du Timor oriental !
Vive le peuple du Timor oriental libre et indépendant !
Vive le FRETILIN !. »

## Observation de la fête

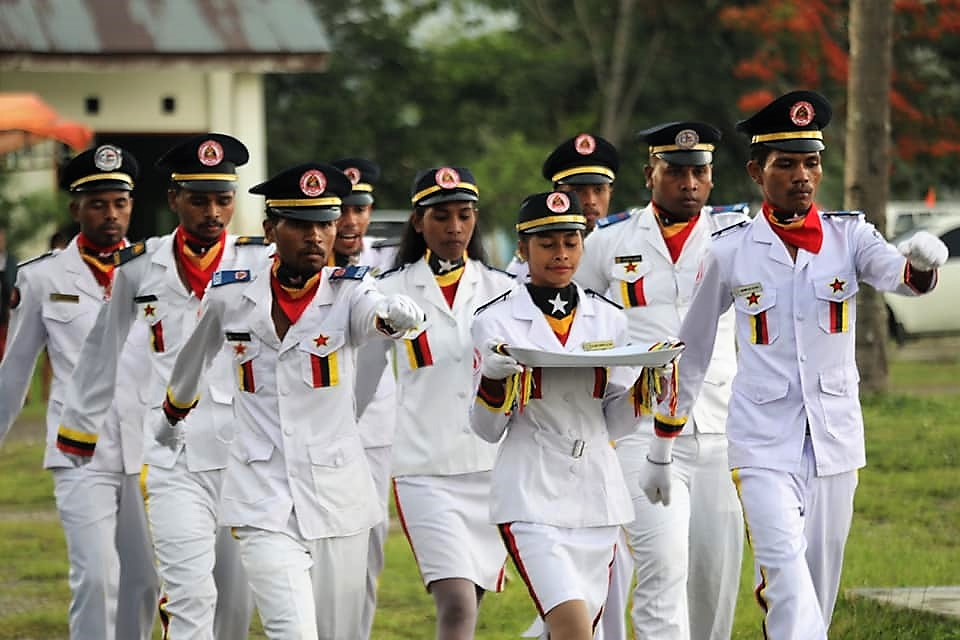
Levée du drapeau lors du jour de la proclamation de l'indépendance en 2020 à Gleno.

Depuis 2005, le jour de la proclamation de l'indépendance est un jour férié national au Timor oriental.
L'évènement est célébré annuellement avec des cérémonies organisées par le gouvernement timorais, avec des cérémonies de hissage du drapeau, le chant de l'hymne national Pátria et une défilé militaire du FDTO,. Les étudiants, fonctionnaires et agent de l'État sont tenus de prendre part aux commémorations.